# Psousennès III
Pour les articles homonymes, voir Psousennès.
Psousennès III, ou Pasebakhaienniout III, fils de son prédécesseur Pinedjem II, est grand prêtre d'Amon à la fin de la XXIe dynastie v. 966 à 943 avant l'ère commune.

## Généalogie
Il est le fils de son prédécesseur Pinedjem II, le nom de sa mère n'est toutefois pas connu avec certitude, il s'agit soit d'Isetemkheb III, soit de Neskhons.
Il a été considéré comme le frère du roi Psousennès II mais aucune des épouses de Pinedjem II ne porte le titre de « mère du roi ». Au contraire, Psousennès II serait lié à Siamon plutôt qu'à Pinedjem II.

## Biographie
Il est grand prêtre d'Amon dès l'an X du règne de Siamon et poursuit son pontificat sous le règne de son successeur Psousennès II. Il est attesté avec Psousennès II sur un grafitto au temple funéraire de Séthi Ier à Abydos. Sous son autorité, et dans la continuité des actions de son père, les activités se multiplient sur la rives ouest de Thèbes pour protéger les tombeaux des pilleurs qui continuent de sévir.

## Identité
Il a parfois été confondu avec le roi Psousennès II qui vécut à la même période. Psousennès II devient roi après plusieurs années de pontificat de Psousennès III (il devient grand prêtre d'Amon dès l'an X du règne de Siamon), or un grand prêtre d'Amon nommé Psousennès est à nouveau attesté en un an V qui ne peut être que celui du successeur de Siamon, c'est-à-dire Psousennès II. À moins de considérer que Psousennès, fils de Pinedjem II, ait abandonné sa charge de grand prêtre d'Amon à la mort de Siamon pour devenir roi et laisser sa place à un nouveau grand prêtre nommé également Psousennès, il est bien plus réaliste de considérer que le fils de Pinedjem II a conservé sa charge d'un règne à l'autre, le nouveau roi Psousennès successeur de Siamon étant une autre personne.